# 拉沃当地区塞尔
拉沃当地区塞尔（法語：Sère-en-Lavedan，法語發音：[sɛʁ ɑ̃ lavdɑ̃]）是法国上比利牛斯省的一个市镇，属于阿热莱斯加佐斯特区。

## 地理
拉沃当地区塞尔（43°1'17"N, 0°7'18"W）面积1.87 平方千米，位于法国奧克西塔尼大區上比利牛斯省，该省份为法国西南部内陆省份，北至热尔省，西接大西洋比利牛斯省，南与西班牙接壤，东临上加龙省。
与拉沃当地区塞尔接壤的市镇（或旧市镇、城区）包括：萨勒、热兹、乌祖。

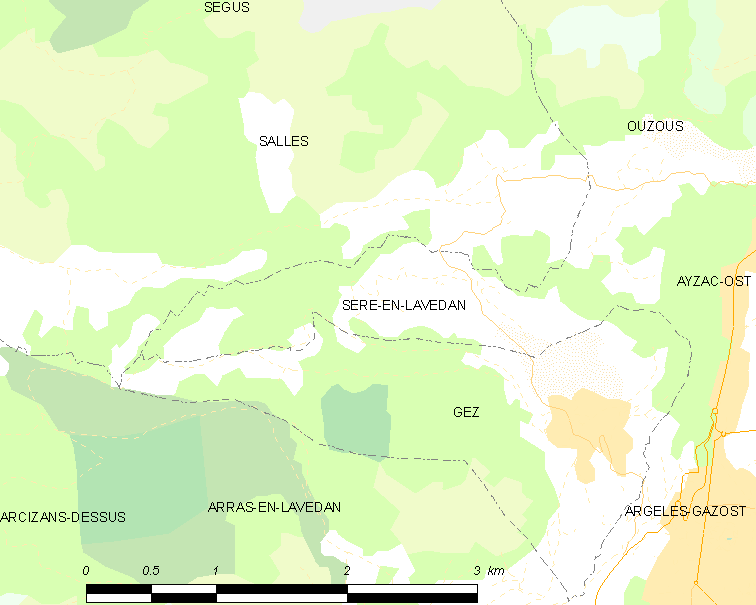
拉沃当地区塞尔的OSM定位图

拉沃当地区塞尔的时区为UTC+01:00、UTC+02:00（夏令时）。

## 行政
拉沃当地区塞尔的邮政编码为65400，INSEE市镇编码为65420。

## 政治
拉沃当地区塞尔所属的省级选区为激流谷县。

## 人口

1962-2008年间拉沃当地区塞尔人口变化图示

拉沃当地区塞尔于2022年1月1日时的人口数量为83人。